# Marianne Breslauer
(Frank Weyers)
Marianne Breslauer (Berlino, 25 novembre 1909 – Zollikon, 7 febbraio 2001) è stata una fotografa tedesca, una delle più apprezzate esponenti della street photography (fotografia di strada), accostata per il gioco di luci delle sue fotografie allo stile di Man Ray.

## Biografia
(Marianne Breslauer in Retrospektive Fotografie)
Marianne Braslauer, di origine ebraiche, nasce a Berlino nella Germania che diverrà, dieci anni dopo, la Repubblica di Weimar. Appartiene ad una famiglia in cui si respira arte e cultura, il padre Alfred Breslauer è uno noto architetto di Berlino, e suo nonno, Julius Lessing (padre di Dorothea, madre di Marianne), un importante storico dell'arte che fu il primo direttore del Kunstgewerbemuseum di Berlino. Fin in tenera età si interessa all'arte visitando anche musei e mostre. Ha infatti appena quindici anni quando nasce il suo interesse per la fotografia, precisamente dopo aver visto una mostra fotografica della fotografa Hanna Riess. Dal 1927 al 1929 prende lezione di fotografia in vista di realizzare il sogno di fare la fotoreporter girovaga per il mondo. Sua musa ispiratrice in quel tempo, è la fotografa ritrattista tedesca Frieda Gertrud Riess e anni dopo suoi "modelli" saranno i famosi fotografi André Kertész e Brassaï
Considerata una degli esponenti di punta del movimento fotografico denominato New Photography, Marianne ha fatto parte di una generazione di importanti donne fotografe che si formarono durante la Repubblica di Weimar, come Germaine Krull, Lotte Jacobi, Ellen Auerbach, Johanna Mandello, Grete Stern. Gente fotografata per la strada, ritratti, panorami osservati dall'alto con persone in transito o semplici oggetti statici, sono alcuni temi della sua produzione fotografica realizzata con uno stile tutto personale, in cui "il punto di ripresa" ed il "gioco di luci" gioca un ruolo fondamentale.

## Mostre (selezione)
- 1929 Stoccarda, collettiva, Film und Foto
- 1930 Monaco di Baviera, collettiva, Das Lichtbild
- 1932 Berlino, collettiva, Das Meisterphoto, Haus der Juryfrein
- 1982 Zurigo, personale, Kunsthaus di Zurigo
- 1987 Berlino, personale, Das Verborgene Museum
- 1989 Berlino, personale, Nationalgalerie
- 1994 Essen, personale, Museum Folkwang
- 1997 Bonn, collettiva, Rheinisches Landesmuseum
- 1999 Berlino, personale, Museum Ephraim-Palais
- 2005 New York, collettiva, Portraits of an Age, Neue Galerie
- 2005 Vienna, collettiva, Portrait im Aufbruch, Albertina
- 2009 Parigi, collettiva, Collection Christian Bouqueret, Galleria nazionale dello Jeu de Paume
- 2009 Parigi, personale, Galerie Esther Woerdehoff
- 2010 Winterthur, personale, Fotomuseum di Winterthur
- 2010 Berlino, personale, Berlinische Galerie
- 2017 Berlino, collettiva, Faraway Focus. Photographers go travelling (1880-2015), Berlinische Galerie[7]

## Premi e riconoscimenti
- 1999 Berlino, Premio Hannah Höch del Land di Berlino

## Opere
- Marianne Breslauer Retrospektive Fotografie, Düsseldorf, Edition Marzona, 1999.